# باروخ لونا
باروخ لونا (بالإسبانية: Baruch Luna)‏ هو لاعب كرة قدم مكسيكي في مركز الوسط، ولد في 7 يناير 1998 في Tierra Blanca, Veracruz ‏ في المكسيك. لعب مع نادي أتلانتي.